# The Coffee Song
"The Coffee Song," também conhecida como "They've Got an Awful Lot of Coffee in Brazil," ("Eles têm uma incrível quantidade de café no Brasil" em português) é uma canção satírica gravada pela primeira vez em 1946 por Frank Sinatra, com letras de Bob Hilliard e música de Dick Miles.
A letra satiriza não só a enorme safra de café no Brasil como também o costume quase frenético dos brasileiros de consumirem a bebida na época—alegando, entre outras coisas, que outras bebidas como os sucos não são encontrados no país, e que a filha de um político foi multada por beber água. Estes exemplos cômicos na canção foram usados para analisar ou meramente retratar a indústria do café, e a economia e cultura brasileira na época em que a canção foi lançada.

## Regravações
Sinatra regravou a canção em 1961, para o álbum Ring-a-Ding-Ding!, que inaugurou seu contrato com a Reprise Records.
A canção também já foi tocada por, entre outros, Louis Prima, Sam Cooke, Rosemary Clooney, Mike Doughty, Stan Ridgway, e os Muppets; Bob Dorough realizou uma versão em jazz que foi lançada em Too Much Coffee Man, álbum baseado no personagem epônimo Shannon Wheeler. Mais recentemente, o grupo de rock experimental Soul Coughing regravou a canção na década de 1990.